# اروين بلانك
اروين بلانك (بالألمانية: Erwin Planck)‏ (و. 1893 – 1945 م) هو سياسي، ومقاوم عسكري، وقانوني ألماني، ولد في تشارلوتنبرغ، توفي عن عمر يناهز 52 عاماً، بسبب شنق.

## مناصب
تولى منصب كاتب دولة ‏
.